# Police royale de l'Ulster
Cet article concerne la force de police nord-irlandaise (RUC), pour les articles homonymes selon l'abréviation, voir RUC

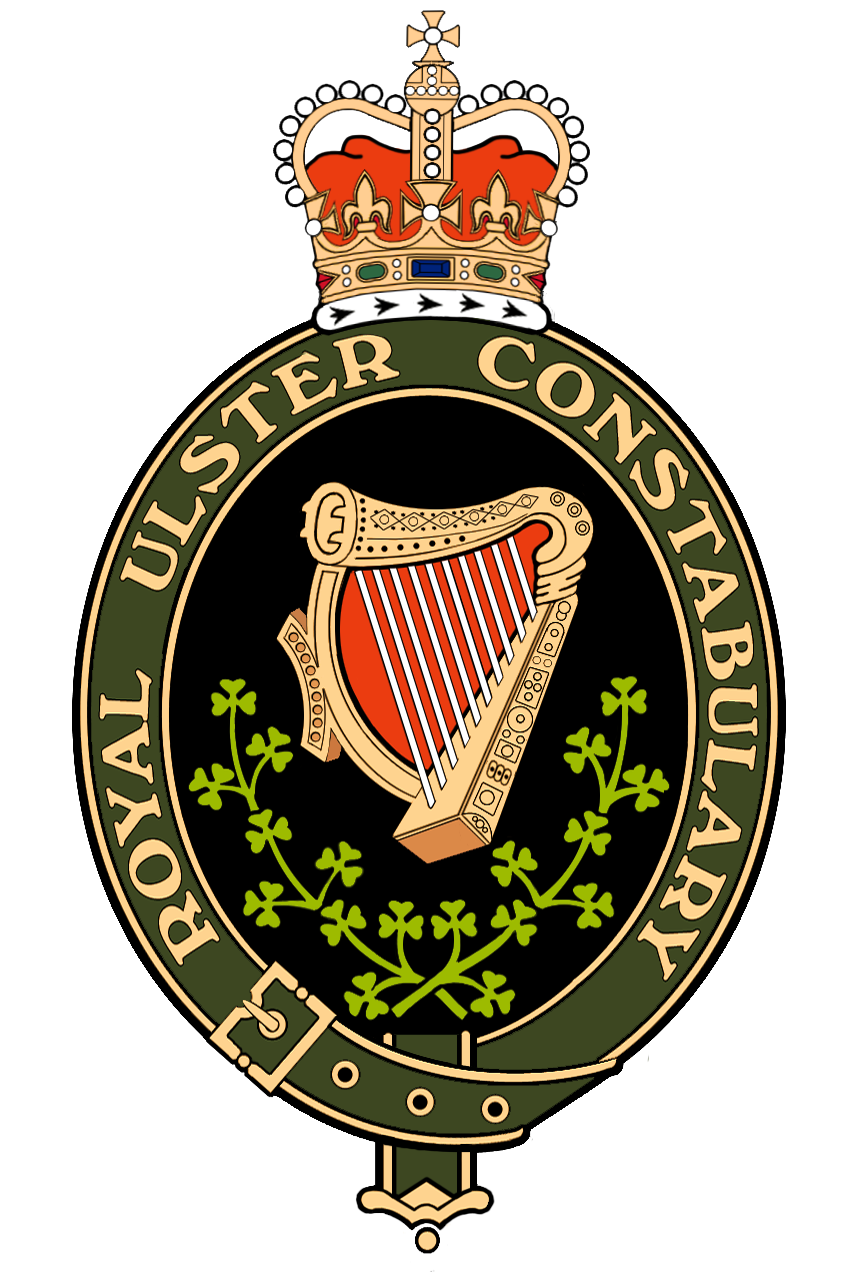
Badge de la Police royale de l'Ulster.

La police royale de l'Ulster (anglais : Royal Ulster Constabulary, RUC) est une émanation de la police royale irlandaise. Elle maintient l'ordre en Irlande du Nord du 1er juin 1922 au 4 novembre 2001 date à laquelle elle devient le Service de police d'Irlande du Nord. Elle affronta l'IRA provisoire et perdit de nombreux policiers dans des attentats au cours du conflit nord-irlandais. Son recrutement essentiellement protestant ou unioniste lui fut souvent reproché. 

## Filiation
La Royal Ulster Constabulary est une émanation de la police royale irlandaise qui donna naissance, à la suite des recommandations du rapport Patten au service de police d'Irlande du Nord.

## La RUC et leconflit nord-irlandais

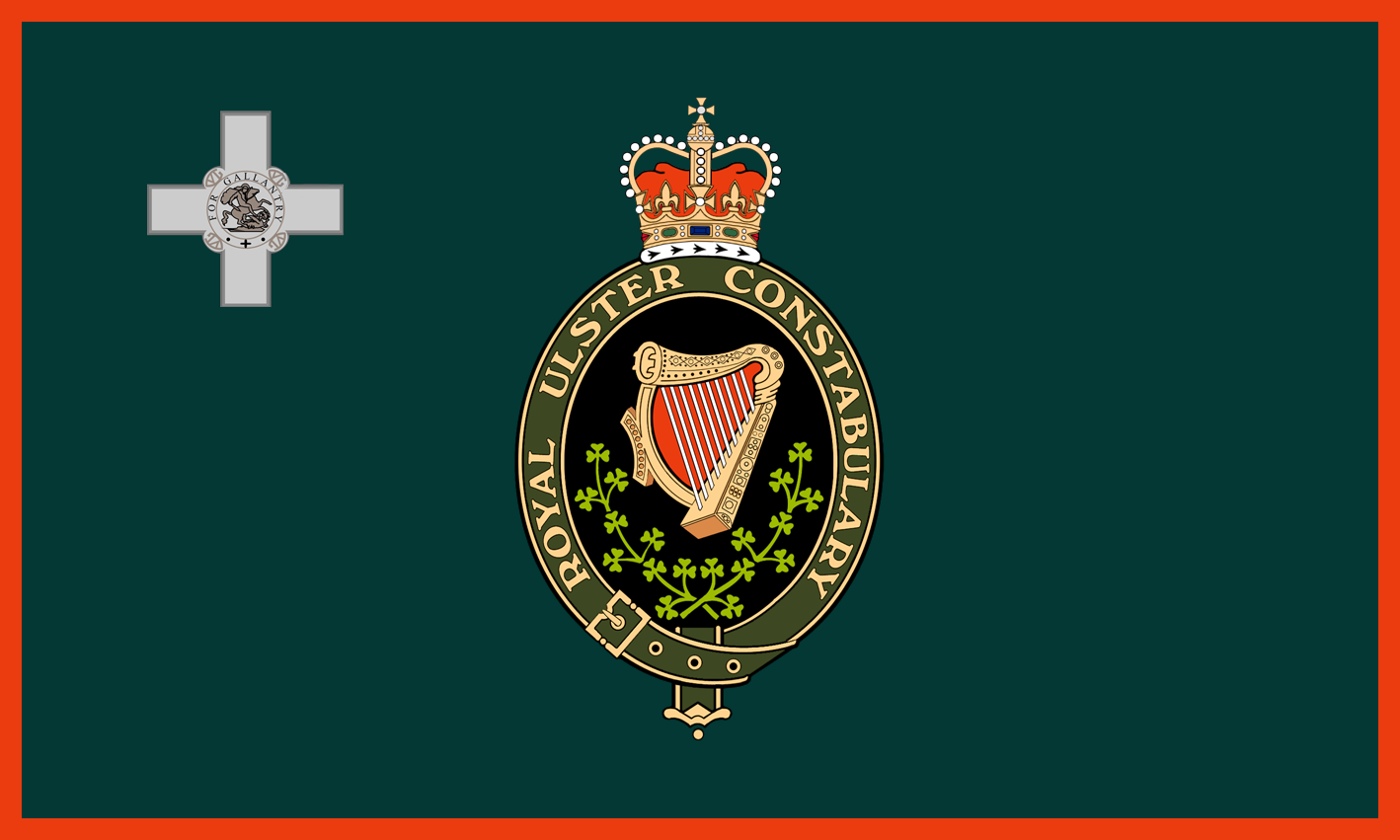
Drapeau de la Police royale de l'Ulster.

De 1957 à 1962, la Police royale de l'Ulster perdit sept policiers durant la Campagne des frontières. Entre 1969 et 2001, la Police royale de l'Ulster affronte l'IRA provisoire et divers groupes paramilitaires républicains. 319 policiers sont tués et près de 9000 sont blessés au cours du conflit nord-irlandais, très souvent dans des attentats comme le 28 février 1985 où l'attaque d'un commissariat de la RUC cause la mort de 9 policiers âgés de 19 à 41 ans et laisse 37 autres personnes blessées, dont au moins 25 policiers. Ce bilan obligea la RUC à s'adapter. Sur la même période, la Police royale de l'Ulster est responsable de la mort de 55 personnes, dont 28 civils. En 1999, la Police royale de l'Ulster est décorée de la croix de George pour actes de bravoure.
Des membres de la Police royale de l'Ulster étaient également membres du « Glenanne gang », une organisation paramilitaire unioniste responsable de plus d'une centaine de morts, dont l'explosion de bombes qui ont tué 33 personnes à Dublin et à Monaghan en 1974. À la fin des années 1970, des membres de la RUC ont été impliqués dans une attaque contre un pub catholique. Le tribunal ne prononça cependant que des peines avec sursis, à l'exception de celle visant un officier de police déjà condamné pour meurtre.

### Effectif important et implantation large
La RUC compta dans les années 1980 jusqu'à 8500 officiers de police (dont du personnel féminin) et 5000 policiers auxiliaires placés sous les ordres d'un Chief Constable et de 2 Deputy Constables (adjoints). Le territoire de l'Irlande du Nord fut ainsi découpé en 12 divisions et 39 subdivisions. Cet important dispositif nécessita un parc de 2000 véhicules, 11 bateaux et 90 chiens policiers. Ses Land Rover Defender blindés (transformations dues à une filiale de Short Brothers installée à Belfast) montre la montée en puissance de la RUC comme des groupes paramilitaires républicains.

### Des unités spécialisées
La RUC créa des unités spéciales comme l'E4A au sein de sa Special Branch (renseignements).

### Un armement généralisé et important
Contrairement à la police britannique, la RUC fut armée dès les années 1960. Ainsi furent en service les armes suivantes :
- révolver Ruger Security-Six .38 Special ;
- Revolver Webley .455 Webley ;
- Walther PP .32 ACP ;
- HK MP5 ;
- Heckler & Koch HK33 ;
- Ruger Mini-14 ;
- L1A1 ;
- Carabine M1 ;
- PM Sterling.